# Lijst van weg- en veldkapellen in Zeeland
Dit is een onvolledige lijst van veldkapellen in de provincie Zeeland. Veldkapellen komen vooral in het zuiden van Nederland voor en werden dikwijls gebouwd ter verering van een heilige. In andere delen van Nederland zijn ze zeldzamer.
| Kapel                  | Adres          | Plaats      | Bouwperiode | Architect | Foto |
| ---------------------- | -------------- | ----------- | ----------- | --------- | ---- |
| Mariakapel             | Walstraat      | Axel        |             |           |      |
| Mariakapel             | Het Zand       | Koewacht    |             |           |      |
| Mariakapel (Boomkapel) | Vreelandsedijk | Kwadendamme | 2008        |           |      |